# Giacomo Gradenigo
Giacomo (o Jacopo) Gradenigo (8 maggio 1721 – 1796) è stato un politico e militare italiano, cittadino della Repubblica di Venezia, Provveditore Generale in Dalmazia e Albania e Provveditore Generale da Mar.

## Biografia
Nacque l'8 maggio 1721 nel ramo di Santa Giustina della famiglia patrizia dei Gradenigo, annoverata fra le cosiddette famiglie apostoliche, che diede due Dogi alla Repubblica, nonché vescovi, diplomatici e militari. Figlio di Girolamo Gradenigo (1698-1782) e Cecilia Molin, fu il primogenito ed ebbe quattro fratelli: Giovanni Agostino (1725-74); Tadio, morto a un anno di età; Giovanni Battista (1733-93); Marco (1736-90) e Teresa, che sposò Cristoforo Valier nel 1758.
Inizia la carriera in Marina a 19 anni, com'egli stesso riporta in una lettera del 1776: «[...] nel corso di 36 anni che ho consumato finora sull’armata in Levante».

### Provveditore Generale in Dalmazia e Albania
Sin dalla fine del Cinquecento, la carica di Provveditore Generale in Dalmazia e Albania consisteva nell'amministrazione di Dalmazia e Albania venete, e aveva sede a Zara.
Succedendo a Giacomo Da Riva, Gradenigo venne eletto a tale carica nel 1774 e terminò il mandato nel 1777. Aspirava a questa carica «per accontentare una giustificata ambizione paterna». La sua amministrazione viene ricordata positivamente. Alvise Foscari, che successe a Giacomo Gradenigo nell'incarico, ricorda che l'amministrazione del collega era stata «sostenuta con giusta laude in circostanze malagevoli», tanto da parlare di «zelante cura dell'eccellentissimo ser Giacomo Gradenigo».

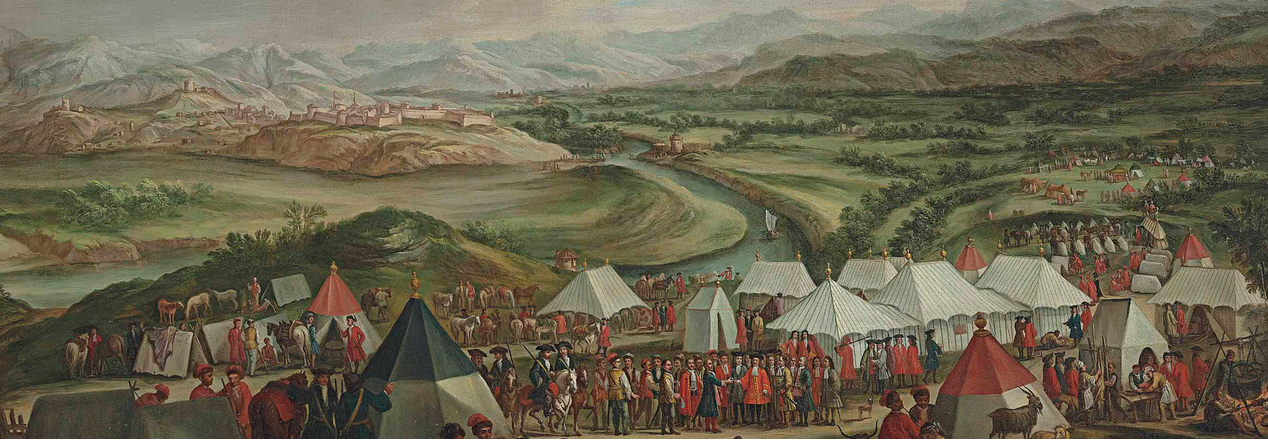
Il contado dalmata all'inizio del Settecento. Dettaglio di un quadro rappresentante la cessione di una fortezza (forse Knin, sullo sfondo) da parte dei turchi ottomani ai veneziani, probabilmente durante la Seconda guerra di Morea (1714-1718). Scuola veneta, XVIII secolo.

#### Situazione della Dalmazia alla fine del Settecento

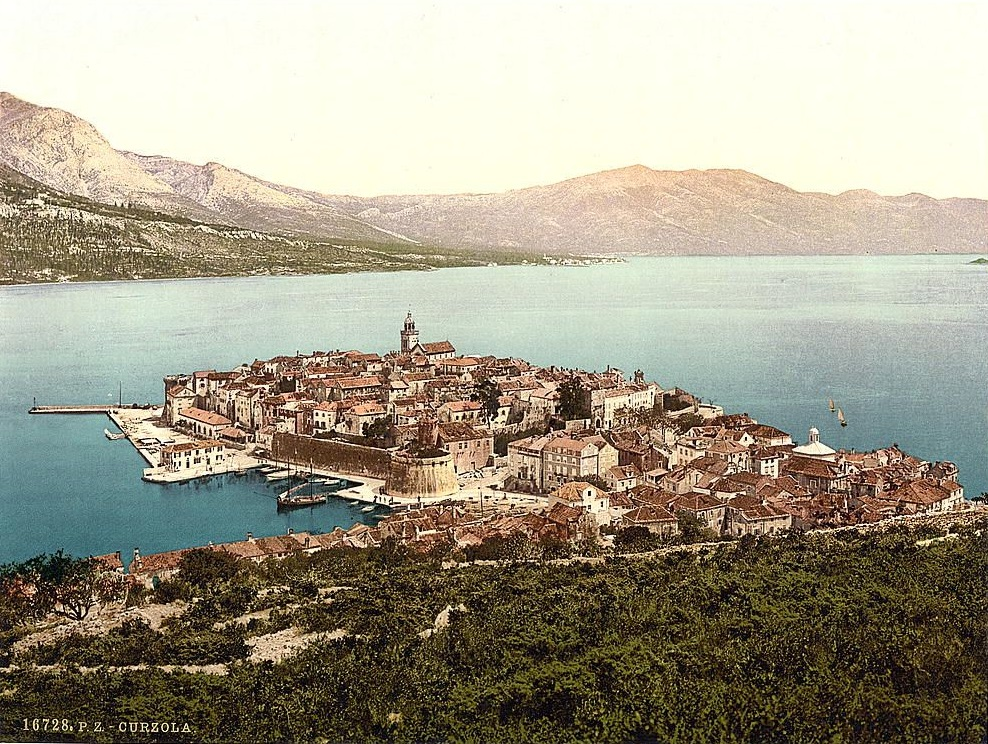
Fotografia della città di Curzola sull'omonima isola a sud di Zara, 1890-1900.

Gradenigo si interessò particolarmente alla sistemazione delle campagne, dei pascoli e dei boschi dalmati. Al fine di supplire alla mancanza d'acqua che in quelle terre produceva forti siccità, tra i vari provvedimenti che prese, fece costruire una cisterna a Rasanze e una fontana a Zemonicco, e bonificò terre paludose nelle zone di Imoschi e di Porto Narenta, rendendole produttive «senza nessun esborso publico».
Particolarmente grave si presentava la situazione dei Morlacchi, popolazione tanto ospitale quanto disagiata. Era infatti «povera, infingarda e mancante di denaro», gli uomini erano «abbattuti da carestia di biade, avviliti dalle sopraffazioni», spesso oggetto di cause legali fraudolente oppure spinti da altre popolazioni limitrofe all'emarginazione e all'emigrazione. Come riferì Gradenigo stesso nella sua Relazione finale al Senato veneziano, viaggiò personalmente «villa per villa» attraverso le terre da lui amministrate, al fine di rendersi conto di persona delle condizioni di vita dei sudditi e di dare loro ascolto circa i problemi che li affliggevano. Si adoperò quindi per emanare disposizioni, sovvenzionare gli indigenti e creare presidi armati che reprimessero incursioni da parte di popolazioni limitrofe suddite sia di Venezia quanto degli Asburgo.

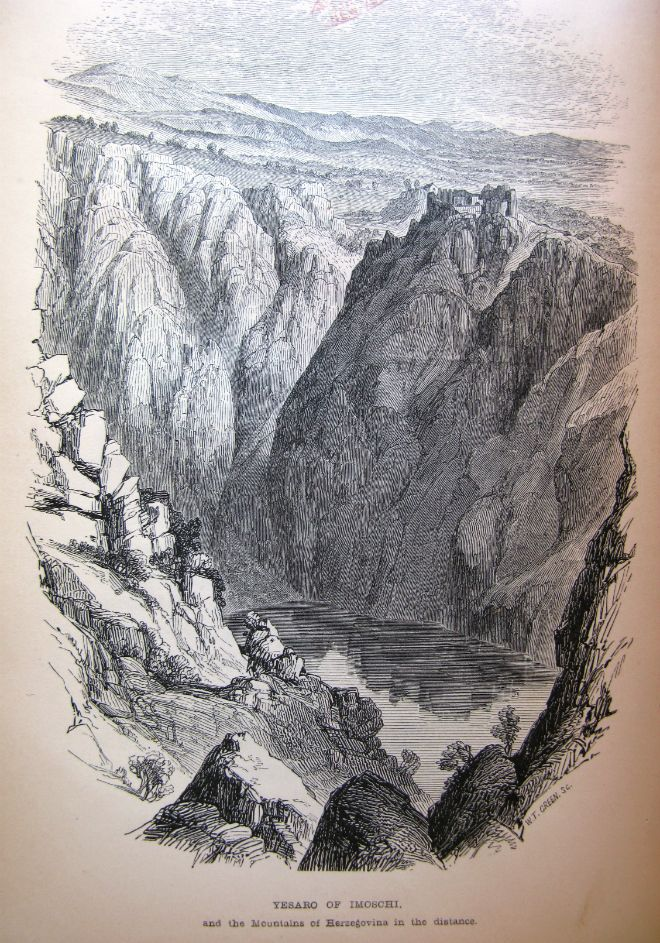
Stampa ottocentesca della fortezza di Topana a Imoschi.

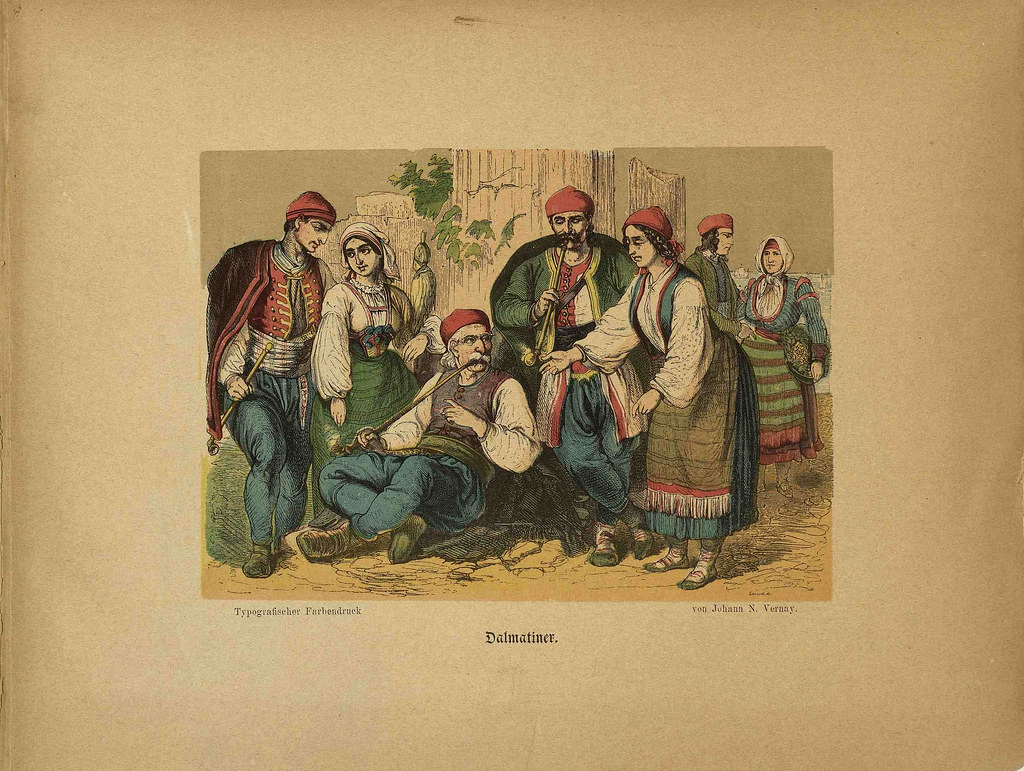
Stampa ottocentesca che mostra i costumi della popolazione dalmata, di Johann N. Vernay (1817-1887).

Al fine di migliorare le condizioni di vita dei Morlacchi, Gradenigo propose nella sua Relazione al Senato di attuare ulteriori interventi in Dalmazia. Per esempio, suggerì di introdurre la coltivazione di lino e canapa, utilizzati per tele e cordami delle imbarcazioni, affinché venissero poi venduti nelle piazze commerciali a mercanti austriaci e anconetani - poveri di tali materiali - a beneficio della popolazione morlacca. Propose anche la costruzione di impianti industriali in loco per la fabbricazione dei cordami stessi. Infatti, riteneva che la Dalmazia fosse sotto-produttiva, e che fosse «veramente capace a dar mantenimento a maggior popolazione con sensibile aumento delle decime e delli dazi». Qualche anno dopo, sarà Angelo Emo a dare parzialmente seguito a tali propositi, aprendo uffici commerciali a Sebenico mentre era Savio alla Mercanzia.

#### Interventi di contrasto al brigantaggio
Gradenigo si impegnò nella ristrutturazione delle numerose fortezze dalmate e nel riportare la disciplina tra le popolazioni illiriche che, ai tempi, si dimostravano riottose. Gli abitanti della Dalmazia erano quasi tutti fazionari o soldataglia senza disciplina, quindi Gradenigo si adoperò per inquadrarli nelle cernide, che furono impiegate nel contrasto al brigantaggio noto per infestare quelle terre - facevano in quegli anni molta paura tali Ivan Bussich detto il Rosso e Sogliaga marittimo ladrone.

#### Il problema degli «illeciti profitti»
Nella sua Relazione al Senato, Gradenigo espose numerosi problemi legati agli ufficiali pubblici che servivano in Dalmazia. Come scrisse egli stesso, «Li capi della Craina, colonelli, sopraintendenti, sardari e tante altre figure instituite di volta in volta, [...] esigerebbero accurata investigazione». Infatti, li accusa di «procacciarsi illeciti profitti, patrocinando le più ree e rilasciate persone, [...] con violenze e rapine alli mercanti Ottomani con tanto Publico disturbo», aggiungendo, inoltre, come ciò sia deleterio al «vantaggioso commercio per li Veneti».
Anche il successore di Gradenigo, Alvise Foscari, riporta simili frodi da parte di ufficiali pubblici, anche veneti. Tali illeciti riguardavano ufficiali sia di marina che dell'esercito, funzionari del fisco inetti, "monizionieri" delle fortezze che facevano la cresta o non si presentavano in servizio, patrizi veneziani invischiati in frodi ai danni dello Stato: il quadro che risulta dai rapporti di Gradenigo e Foscari getta luce su una situazione che, sicuramente, non aiutava a rendere produttive le colonie veneziane nei Balcani.

### Matrimonio e onorificenze
Il 23 novembre 1778 Giacomo Gradenigo sposò la nobildonna Cecilia Maria Brianza, con la quale ebbe almeno tre figli, Doralice Cecilia, Girolamo Vincenzo e Vincenzo Domenico, forse quattro (Vincenzo Piero, 1790-1849). Quando la figlia Doralice (Venezia, 1780 - Udine, 1864) si sposò nel 1799 a Stefano Sabbatini, portò in dote 20.000 zecchini d'oro, somma che testimonia l'ampia facoltà della famiglia Gradenigo da Santa Giustina.
Nel 1777 a Bologna venne coniata una medaglia celebrativa in suo onore. La scritta sul rovescio recita: «GENIVS OBSEQVENS EXERCITVS ILLYRII. A(NNO) S(ALVTIS) MDCCLXXVII SVI PROCONSVLATVS TERTIO». Ciò informa che, probabilmente, l'anno 1777 è quello effettivo di fine mandato come Provveditore Generale in Dalmazia e Albania, dato che la carica durava generalmente tre anni.

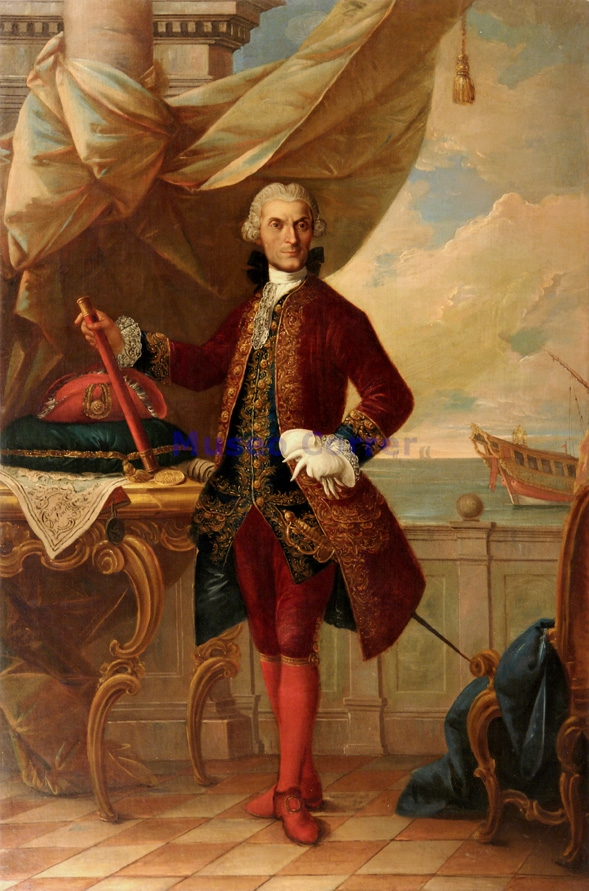
Ritratto di Giacomo Gradenigo in veste di Provveditore Generale da Mar, Scuola veneziana, XVIII secolo.

### Provveditore Generale da Mar
Il Provveditore Generale da Mar fu una carica della Repubblica di Venezia che prevedeva l'amministrazione della flotta, delle truppe di terra di stanza in Levante e il governo civile e militare delle isole Ionie in tempo di pace. Aveva sede a Corfù e durava tre anni.
Giacomo Gradenigo fu eletto Provveditore Generale da Mar nel 1779 e restò in carica fino al 1782.

### Ultimi anni
Giacomo Gradenigo fu l'erede universale del patrimonio di famiglia, ereditato con tutta probabilità alla morte del padre Girolamo nel 1782.
Non si conosce con esattezza la data di morte di Gradenigo, che viene comunque considerata post-1796, anno in cui esercitava l'ufficio di Censore.

### Interesse per la numismatica
Giacomo Gradenigo fu collezionista di monete e di antichità classiche. «Dilettante» - come egli si definisce, tra il 1776 e il 1779 intrattenne una corrispondenza con l'abate e numismatico austriaco Joseph Hilarius Eckhel. Inviò a Vienna numerose monete greche antiche rinvenute in Dalmazia per farne dono alla collezione imperiale. Alla morte del fratello Giovanni Agostino nel 1774, ereditò la collezione di quest'ultimo, per lasciarla poi alla Biblioteca nazionale Marciana in Piazza San Marco.